# Billund Kommune
Billund Kommune ist eine dänische Kommune in Jütland. Sie entstand am 1. Januar 2007 im Zuge der Kommunalreform durch Vereinigung der „alten“ Billund Kommune mit der bisherigen Kommune Grindsted und ein Teil der bisherigen Kommune Give, auf dessen Gebiet ein Teil vom Flughafen Billund lag, alle im Ribe Amt.
Billund Kommune besitzt eine Gesamtbevölkerung von 27.021 Einwohnern (Stand 1. Januar 2023) und eine Fläche von 536,60 km². Sie ist Teil der Region Syddanmark. Der Sitz der Verwaltung ist in Grindsted. Die Kommune arbeitet innerhalb der Region Trekantområdet mit fünf benachbarten Kommunen zusammen.
Seit 1968 befindet sich der erste Legoland-Freizeitpark in Billund.

## Kirchspielsgemeinden und Ortschaften in der Kommune
Auf dem Gemeindegebiet liegen die folgenden Kirchspiele (dän.: Sogn) und Ortschaften mit über 200 Einwohnern (byer nach Definition der dänischen Statistikbehörde), bei einer eingetragenen Einwohnerzahl von Null hatte der Ort in der Vergangenheit mehr als 200 Einwohner:
| Nr. | Kirchspiel       | Einwohner | Ortschaft   | Einwohner |
| --- | ---------------- | --------- | ----------- | --------- |
| 2   | Filskov Sogn     | 1.019     | Filskov     | 678       |
| 4   | Grene Sogn       | 7.423     | Billund     | 7049      |
| 3   | Grindsted Sogn   | 10.435    | Grindsted   | 9771      |
| 6   | Hejnsvig Sogn    | 1.602     | Hejnsvig    | 1021      |
| 5   | Stenderup Sogn   | 1.024     | Stenderup   | 649       |
| 1   | Sønder Omme Sogn | 2.394     | Sønder Omme | 1715      |
| 7   | Vorbasse Sogn    | 1.817     | Vorbasse    | 1299      |

Der östliche Teil des Flughafens von Billund liegt zwar noch auf dem Gebiet der Kommune, gehört aber zum Kirchspiele Lindeballe und Ringive die zum größten Teil auf dem Gebiet der Vejle Kommune liegen. Das Folketing hat im Zuge der Kommunalreform beschlossen, dass Teilgebiete andere Gemeinden im Rahmen der Vergrößerung des Flughafens Billund in Billund eingemeindet werden.

## Partnergemeinden
Die  unterhält folgende Städtepartnerschaften:
- Deutschland: Hohenwestedt in Schleswig-Holstein[5]
- Estland: Narva-Jõesuu